# Соснова Гора
Сосно́ва Гора́ (рос. Сосновая Гора) — присілок у складі Ачитського міського округу Свердловської області.
Населення — 1 особа (2010, 2 у 2002).
Національний склад станом на 2002 рік: росіяни — 50 %, білоруси — 50 %.